# دومینیک مرکی
دومینیک مرکی (انگلیسی: Dominik Märki؛ زادهٔ ۹ اکتبر ۱۹۹۰) ورزشکار کرلینگ، و ساعت‌ساز اهل سوئیس است.